# Elsaß-Lothringische T 17
Die T 17 waren Tenderlokomotiven der Reichseisenbahnen in Elsaß-Lothringen. Sie liefen anfangs unter der Bezeichnung D 33 und zwischen 1906 und 1912 als T 9.
Ausgeführt wurden die T 17 als Verbunddampflokomotiven der Bauart de Glehn. Sie orientierten sich an den Fahrzeugen der Ostbahn in Frankreich. Ausgestattet waren sie mit zwei Grafenstader Drehgestellen mit Außenrahmen, einem Stehkessel der Bauart Belpaire, vom Dampfdom nach unten führenden Frischdampfrohren, einem verstellbaren Blasrohr und einem Kipprost.
Sie waren in der Lage, einen 200 Tonnen schweren Zug über eine Strecke mit 1 % Steigung mit einer Geschwindigkeit von 60 km/h zu ziehen. Ihre zulässige Höchstgeschwindigkeit betrug 90 km/h. Ab 1938 wurden sie bei der SNCF als Reihe 1-232.TB bezeichnet. Drei Maschinen blieben nach dem Ende des Zweiten Weltkriegs in Polen und wurden dort zerlegt, ohne dass sie in den Bestand der PKP übernommen wurden. Eine Maschine blieb verschollen. Einige Maschinen erhielten 1946 die neugegründeten Chemins de Fer Luxembourgeois, die sie jedoch nach wenigen Jahren ausmusterte. In Frankreich wurde die letzte T 17 1954 abgestellt, es blieb kein Exemplar erhalten.